# 代數擴張
代数扩张（英語：Algebraic extension）是抽象代數中域扩张的一类。一個域擴張L/K被稱作代數擴張，若且唯若L中的每个元素都是某个以K中元素为系数的非零多項式的根。反之則稱之为超越擴張。最簡單的代數擴張例子有：{\displaystyle \mathbb {C} /\mathbb {R} }、{\displaystyle \mathbb {Q} ({\sqrt {2}})/\mathbb {Q} }。

## 定义
代数扩张的基础是代数元的概念。给定域扩张L/K，L某个元素如果是一个以K中元素为系数的非零多項式的根，则称其为K上的代数元。如果L中所有元素都是K上的代数元，就称域扩张L/K为代数扩张。

## 次數
設有域擴張L/K，L可以看作是K上的向量空間，将其維度稱作這個擴張的次數，记作[L:K]。有限次數的擴張（簡稱有限擴張）都是代數擴張；反之，給定一個代數擴張L/K，則L裡的任一元素α生成的子擴張K(α)/K都是K的有限擴張。但代数扩张本身并不一定是有限扩张，一個代數擴張可表作有限子擴張的歸納極限。

## 代數擴張與多項式的根
在一個代數擴張L/K中，L中的每個元素α都是某個以K中元素为系数的多項式（以下简称K-多项式，所有K-多项式的集合记作K[X]）f的根。所有以α为根的K-多項式中次數最低者稱作α的极小多項式（通常要求其为首一多项式，即最高次项係數等於一，以保證唯一性）。极小多項式總是不可约多項式。
若K-多项式f不可約，則商環L := K[X]/( f )是K的一個域擴張，它的次数[L : K] = deg(f)，而且不定元X在商环中的像是在f的一個在L中的根，其极小多項式正是f。通過這種構造，我們可抽象地加入某個多項式的根。例如{\displaystyle \mathbb {R} [X]/(X^{2}+1)}就是在实数域中添加了虚数单位i得到的扩域：複數域{\displaystyle \mathbb {C} }。
给定域扩张L/K，如果K-多项式f可以在L中分解成一次因子的積，則稱f在L中分裂。根據上述構造，總是可以找到一個足夠大的代數擴張K'/K使得f分裂；K'裡滿足此性質的“最小”子擴張稱作f在K上的分裂域。f在K上的任兩個分裂域至多差一個K上的同構（即：一個限制在K上的部分為恆等映射的環同構）。

## 正規擴張
正规扩张是研究多项式的根时所用到的概念。一個代數擴張L/K被稱作正規擴張，若且唯若它滿足下述三個等價條件之一：
- 固定代數閉包Kalg，任何K上的（即在K上是恆等映射的）域嵌入σ : L → Kalg，都有σ(L) = L。
- 存在一族在L上分裂的多項式{\displaystyle (f_{i})_{i\in I}\subset K[X]}，使得L/K是在K中添加它們的根生成的域扩张。
- K[X]中任何不可約多項式若在L裡有根，則在L裡分裂（全部的根都在L里面）。

正规扩张可以看作是域扩张语言中对多项式的刻画。一个正规扩张对应着K[X]里的一个多项式。

### 例子
- {\displaystyle x^{2}+1\,} 在{\displaystyle \mathbb {R} }上的分裂域是{\displaystyle \mathbb {C} }。
- {\displaystyle x^{3}+2\,} 在{\displaystyle \mathbb {Q} }上的分裂域是{\displaystyle \mathbb {Q} (e^{{\frac {2}{3}}\pi {\rm {i}}},{\sqrt[{3}]{2}})}。
- {\displaystyle (x^{2}-2)(x^{2}-3)\,} 在{\displaystyle \mathbb {Q} }上的分裂域是{\displaystyle \mathbb {Q} ({\sqrt {2}},{\sqrt {3}})=\mathbb {Q} ({\sqrt {2}}+{\sqrt {3}})}。
- {\displaystyle \mathbb {Q} ({\sqrt {2}})/\mathbb {Q} } 是正規域擴張， {\displaystyle \mathbb {Q} ({\sqrt[{3}]{2}})/\mathbb {Q} }卻不是，因為後者並沒有包括{\displaystyle x^{3}-2\,}的所有根，欠了{\displaystyle {\sqrt[{3}]{2}}e^{{\frac {2}{3}}\pi {\rm {i}}},{\sqrt[{3}]{2}}e^{-{\frac {2}{3}}\pi {\rm {i}}}}。

## 可分擴張
設L/K為代數擴張，如果α的极小多項式沒有重根，則稱α可分（重根的存在性與域擴張的選取無關，可分性等價於(f, f' ) = 1，這可以直接在K中計算）。所有可分元素形成一個中间域K⊂F⊂L，[L : K]s := [Ls : K]稱作L/K的可分次數。若Ls = ; L，則稱L/K是可分擴張。
當L/K是有限擴張時，定義不可分次數[L : K]i := [L : K]/[L : K]s。當基域的特徵為零時，任何代數擴張都是可分的；任何有限域的擴張也都是可分的。